# Galben de acridină
Galbenul de acridină cunoscut și sub denumirea de galben de acridină G, galben de acridină  H107, galben bază K este un colorant de culoare galbenă cu  puternică fluorescență violet albăstruie. Este utilizat în histologie  datorita fluorescenței sale pentru măsurarea pH -ului și a variațiilor acestuia în citoplasmă.
Galbenul de acridină are proprietăți mutagene datorită capacității sale de a afecta structura ADN